# Lambda Aquarii
Lambda Aquarii (Hydor, Ekkhysis, 73 Aquarii) é uma estrela na direção da constelação de Aquarius. Possui uma ascensão reta de 22h 52m 36.86s e uma declinação de −07° 34′ 46.8″. Sua magnitude aparente é igual a 3.73. Considerando sua distância de 391 anos-luz em relação à Terra, sua magnitude absoluta é igual a −1.67. Pertence à classe espectral M2IIIvar. É uma estrela variável irregular.